# Thruxton (Herefordshire)
Thruxton is een civil parish in het bestuurlijke gebied Herefordshire, in het Engelse graafschap Herefordshire.